# 13024 Конрадфердінанд
13024 Конрадфердінанд (13024 Conradferdinand) — астероїд головного поясу, відкритий 11 січня 1989 року.
Тіссеранів параметр щодо Юпітера — 3,515.